# Three Amigos Productions

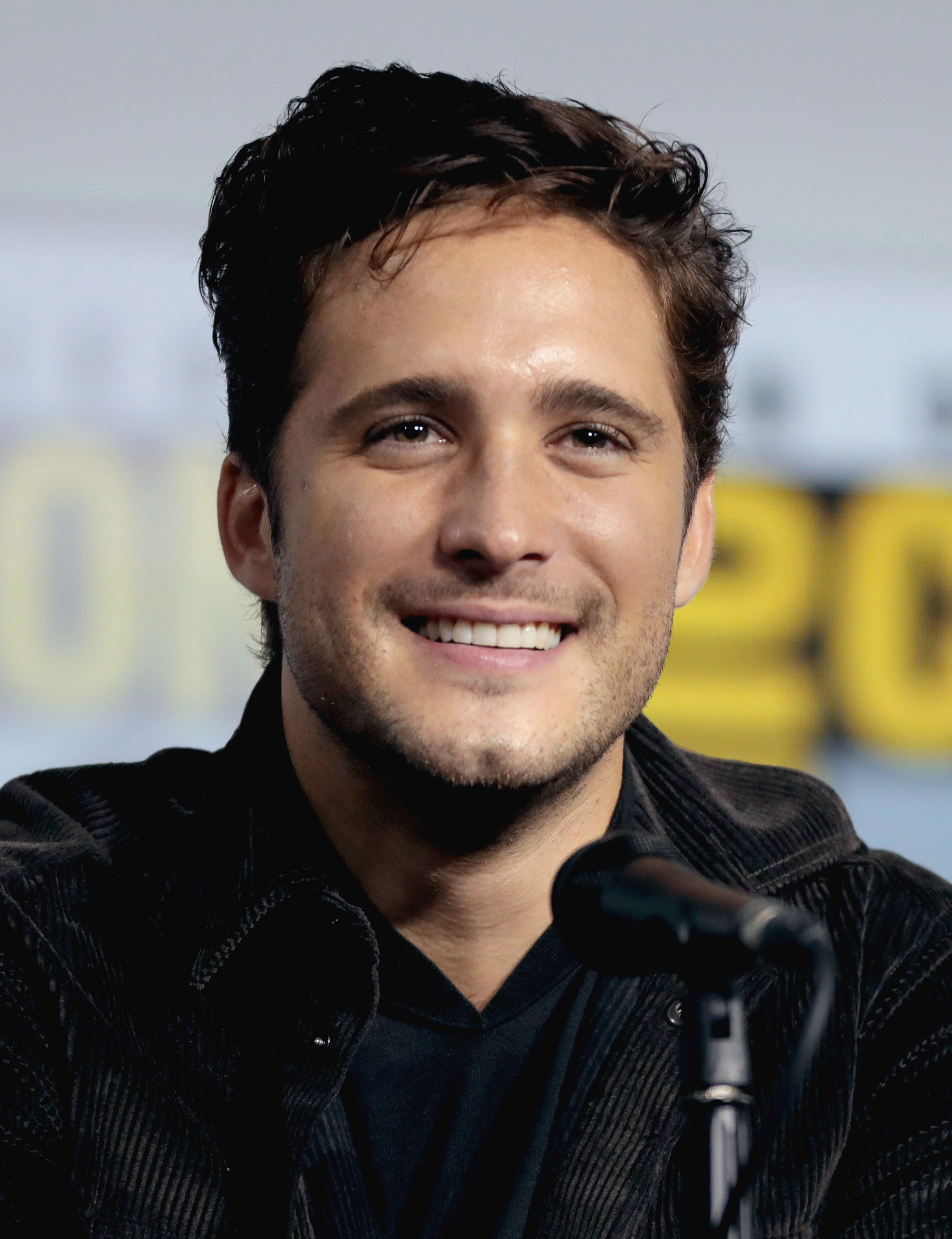
Diego Boneta, actor y productor mexicano, creador de Three Amigos Productions.

Three Amigos Productions es una empresa productora mexicanoestadounidense de contenido audiovisual como series de televisión, películas y programas de televisión, su principal producto de realización. Fue fundada por el actor y productor Diego Boneta junto a su hermana Natalia Boneta.

## Historia
Three Amigos Productions es una productora y distribuidora de largometrajes y contenidos televisivos con sede en California y Ciudad de México. En 2022 la empresa firmó un contrato con Amazon Prime Video con el fin de crear contenido audiovisual de calidad para la plataforma. Entre los creadores de la empresa se encuentran Diego Boneta y Natalia Boneta, quienes fungen como productores de los diferentes proyectos que se llevan a cabo.
Entre sus proyectos se encuentran la serie de podcast Cupid (2022), la película At Midnight (2023), la serie de televisión El Gato (2025), entre otros proyectos.

## Proyectos

### Cine
| Año  | Título                           | Director          | Notas                                                 | Ref.         |
| ---- | -------------------------------- | ----------------- | ----------------------------------------------------- | ------------ |
| 2020 | Nuevo Orden                      | Michel Franco     | Boneta fungió como codirector                         | [ 7 ]        |
| 2023 | At Midnight                      | Jonah Feingold    |                                                       | [ 8 ]        |
| 2025 | Follow                           | Gonzalo Tobal     |                                                       | [ 9 ] [ 10 ] |
| TBA  | Illegals                         | Sebastián Hofmann |                                                       |              |
| TBA  | The Undoing of Alejandro Velasco | TBA               | Basada en la novela homónima escrita por Diego Boneta | [ 11 ]       |

### Televisión
| Año  | Título  | Director         | Notas                              | Ref.          |
| ---- | ------- | ---------------- | ---------------------------------- | ------------- |
| 2025 | El Gato | Robert Rodríguez | Serie sobre un superhéroe mexicano | [ 12 ] [ 13 ] |